# سمیه صدیقی
سمیه صدیقی (انگلیسی: Sumaiya Siddiqi؛ زادهٔ ۳۰ نوامبر ۱۹۸۸) بازیکن کریکت زن اهل پاکستان است.